# Ragnar Granit
Ragnar Arthur Granit (ur. 30 października 1900 w Riihimäki, zm. 12 marca 1991 w Sztokholmie) – szwedofiński neurofizjolog i filozof, laureat Nagrody Nobla z roku 1967 w dziedzinie fizjologii i medycyny.

## Życiorys
Urodził się w rodzinie oficera leśnictwa Arthura Wilhelma Granita (ur. 1871) i jego żony Bertie (ur. 1878). Za namową wuja Larsa Ringboma rozpoczął studia medyczne. W 1924 ukończył studia na Wydziale Medycyny Uniwersytetu Helsińskiego w Finlandii z wyróżnieniem jako Kawaler Medycyny. Doktorat zrobił w 1927 a tematem jego pracy była teoria o rozpoznania koloru. Dodatkowo otrzymał tytuł Kawalera stopnia Filozofii w 1924 w tematyce teoretycznej i praktycznej filozofii, estetyce i chemii. W latach 1935–1940 był profesorem fizjologii uniwersytetu w Helsinkach. W 1940, podczas agresji wojsk radzieckich na Finlandię wyjechał do sąsiedniej Szwecji do Sztokholmu. W tym samym roku otrzymał też obywatelstwo szwedzkie, nigdy nie zrzekając się swojego pochodzenia. W Sztokholmie pracował do 1967 jako profesor neurofizjologii w Królewskim Instytucie Karolińskim.
Od 1944 był członkiem Królewskiej Szwedzkiej Akademii Nauk (1963–1965 jako prezes), a od 1960 członkiem Royal Society w Londynie. W 1968 został przyjęty do Narodowej Akademii Nauk Stanów Zjednoczonych. Ponadto był Honorowym Członkiem Akademii Medycznej w Turynie od 1961, członkiem indyjskiej Akademii Nauk od 1963, członkiem amerykańskiej Akademii Sztuk i Nauk od 1971, członkiem Accademia Nazionale dei Lincei w Rzymie od 1978 i członkiem licznych innych akademii nauki.
W 1967, wraz z Haldanem Kefferem Hartlinem i George'em Waldem otrzymał Nagrodę Nobla za odkrycie podstawowych procesów fizjologicznych i chemicznych zachodzących w mózgu i oku podczas widzenia. Na rozdaniu nagród Granit powiedział, że jego nagroda Nobla „należy pół na pół do Finlandii i Szwecji”.

## Wybrane prace
- Sensory Mechanisms of the Retina (1947)
- Receptors and Sensory Perception (1955)
- Basis of Motor Control (1970)